# Таубер, Ульрике
Ульрике Таубер (нем. Ulrike Tauber, в замужестве Лебек, нем. Lebek; род. 16 июня 1958, Карл-Маркс-Штадт) — немецкая пловчиха, чемпионка мира 1975 года и летних Олимпийских игр 1976 года на дистанции 400 м комплексным плаванием, четырёхкратная чемпионка Европы.

## Биография

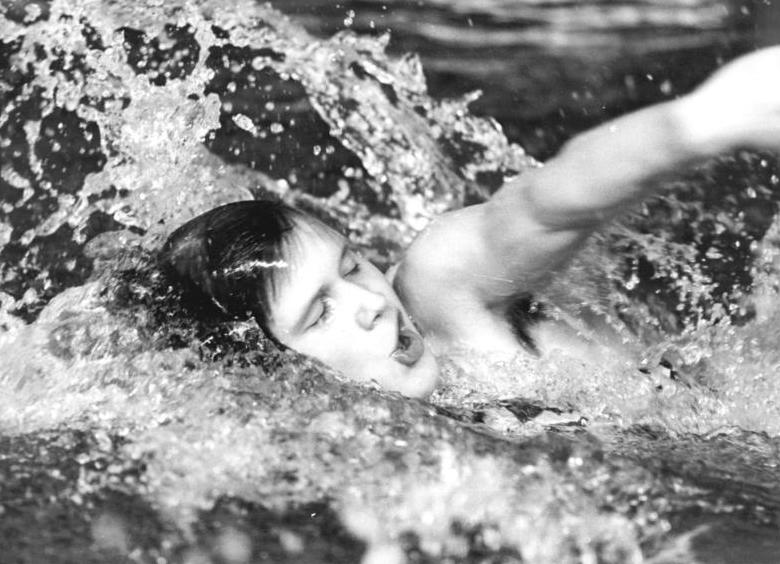

Ульрике Таубер родилась в 1958 году в Карл-Маркс-Штадте (ныне Хемниц). Она плавала за клуб SC Karl-Marx-Stadt, её тренером был Эберхард Мотес. На Чемпионате Европы по водным видам спорта 1974 года в Вене Таубер победила на дистанциях 200 и 400 м комплексным плаванием, а также завоевала серебряные медали на дистанциях 100 и 200 м на спине. В следующем году Таубер победила на Чемпионате мира 1978 года на дистанции 400 м комплексным плаванием и заняла второе место на дистанции 200 м.
На летних Олимпийских играх 1976 года Таубер вновь победила на дистанции 400 м комплексным плаванием, а также завоевала серебряную медаль на дистанции 200 м баттерфляем, уступив соотечественнице Андрее Поллак. На Чемпионате Европы 1977 года Таубер повторила достижение 1974 года, вновь став двукратной чемпионкой. Она также принимала участие в летних Олимпийских играх 1980 года в Москве, однако не заняла призовых мест. За свою карьеру спортсменка установила 9 мировых рекордов в комплексном плавании.
В 1974 и 1977 годах году журнал Swimming World удостоил Таубер титулов пловчихи года и европейской пловчихи года. В 1976 году она была награждена орденом «За заслуги перед Отечеством» в серебре. В 1988 году Таубер была включена в Зал Славы мирового плавания. Позднее выяснилось, что она употребляла допинг во время соревнований, как и многие другие спортсмены из ГДР. В 2013 году Swimming World лишил её всех титулов.
В 1982 году Таубер вышла замуж за Хольбера Лебека. Она изучала медицину в Берлине, получила докторскую степень. После этого работала в Берлине специалистом в области ортопедии, проживала в Нойенхагене.